# Halloween 2
Halloween 2 je americký filmový horor z roku 1981, jehož děj přesně navazuje na konec předchozího dílu v sérii Halloween. Režie se tentokrát ujal Rick Rosenthal a John Carpenter, režisér předchozího dílu, se na tvorbě podílel jenom částečně.

## Děj
V prvních scénách uvidíte záběry z minulého dílu kde dr. Loomies střelí Michaela Myerse šestkrát ten spadne na zem. Když se tam ale dr. Loomies podívá, po Michaelovi není ani stopa kromě otisku jeho těla, ke kterému dr.Loomis přiběhne a nachází krev. Poté Michael Myers jde k Elrodovým, kde sebere nůž a dr. Loomis zatím hledá Michaela s šerifem Brackettem. Michael jde k domu, kde zabije Alici. Laurie odvážejí do nemocníce, kde ji uspí. Šerif a Loomis pronásledují někoho s maskou Michaela Myerse. Když jej srazí auto, zjistí, že to nebyl Myers. Michael zatím jde k nemocnici a zabije tam policistu ve skladu. Následně se Myers vrací do nemocníce, kde zabije dr. Mixtera, sestru Garett a doktora Budda ve vířivce, pak zabije doktorku mimo záběr a nechá jí vytéct krev, dále sestru, která jde k dr. Mixterovi, jenž je mrtvý a má injekční jehlu v oku. Dr. Loomis jde na pitvu, kde je potvrzeno že Michael Myers stále žije. Michael Myers zatím hledá Laurie, která utíká až na parkoviště schovat se do auta. Dr. Loomies je převážen na rozkaz Guvernéra, ovšem potom, co se dozví, že Laurie je sestra Michaela Myerse, zamíří pistolí na taxikáře, a ten jede do nemocníce, kde najdou Laurie. Dr. Loomis postřelí Myerse, ten jde k zemi, taxíkář jde k němu, aby se přesvědčil, že nežije. Michael mu podřeže krk nožem a pronásleduje Laurie i Loomise do místnosti, kde Michaela střelí do očí, takže nic nevidí. Laurie uteče z místnosti a dr. Loomies zapálí plyn, čímž dojde k výbuchu a Michael je mrtvý.